# Hypodacne punctata
Hypodacne punctata là một loài bọ cánh cứng trong họ Cerylonidae. Loài này được Leconte miêu tả khoa học năm 1875.